# Medvedov graben
Medvedov graben je pritok potoka Šklendrovec, ki se pri Zagorju ob Savi kot desni pritok izliva v reko Savo. 